# SMS S 178
SMS S 178 – niemiecki niszczyciel z okresu I wojny światowej, trzecia jednostka typu S 176. Okręt zatonął 4 marca 1913 roku na Bałtyku po zderzeniu z krążownikiem pancernym SMS „Yorck” . Przecięty na dwie części niszczyciel został podniesiony i po raz drugi przyjęty do służby w 1915 roku .